# Губернские очерки
Губернские очерки — литературное произведение Салтыкова-Щедрина. «Губернские очерки» описывают быт различных слоёв населения в середине XIX века (этот временной период предшествовал отмене крепостного права). Произведение считается одной из книг, сделавших писателя известным.

## Тематика произведения
Писатель пытается выяснить, почему в Российской империи коррупция так распространена.
В некоторых строках произведения автор использует эзопов язык для обхода возможной цензуры.
Михаил Салтыков-Щедрин после возвращения в Петербург за несколько месяцев создает десятки очерков и рассказов, которые посвящены событиям в губернском городе Крутогорске. В вымышленном названии города отыскивается намек на город Вятку, который располагается на обрывистом берегу реки. Имена персонажей «Губернских очерков» перекликаются с именами их прототипов.
«Губернские очерки» состоят из нескольких циклов. Цикл «Талантливые натуры» включает в себя рассказы «Корепанов», «Лузгин», «Владимир Константиныч Буеракин», «Горехвастов». Салтыков-Щедрин сатирически показывает жизнь талантливых людей в период зарождения крестьянской реформы 1861 года.
«Губернские очерки» были написаны под впечатлением от ссылки в Вятку. В своих произведениях он стремится к тому, чтобы правдиво рассказать обо всем, с чем сталкивался и что видел в Вятке.

## История
Михаил Салтыков-Щедрин хотел опубликовать «Губернские очерки» в российском литературном журнале «Современник», но главный редактор журнала Николай Алексеевич Некрасов отказал автору в этом. Иван Тургенев, ознакомившись с произведением, выступил категорически против его публикаций в журнале. Тургенев заявлял о своем неприятии этого произведения в личной переписке с В. П. Боткиным, Е. Я. Колбасиным. Вот что он пишет П. В. Анненкову:

А г. Щедрина -я решительно читать не могу. Это грубое глумление, этот топорный юмор, этот вонючий канцелярской кислятиной язык… — 1857
«Губернские очерки» были напечатаны в «Русском вестнике». Они начали публиковаться в августе 1856 года и выходили до конца года.
В 1857 году критик Н. А. Добролюбов публикует в журнале «Современник» статью о цикле «Талантливые натуры» из «Губернских очерков». Он отмечает, что проводимые реформы не оправдывают надежд общества, критикует образы талантливых натур Салтыкова-Щедрина. После успеха «Губернских очерков» Николай Чернышевский пытается привлечь Щедрина к сотрудничеству с журналом «Современник», но у автора есть обязательства перед «Русским вестником», в котором уже печаталось произведение.
В «Губернских очерках» Салтыков-Щедрин впервые использует сопоставление чиновников и разных видов рыб.
В 1857 году «Губернские очерки» вышли отдельным двухтомным изданием и были радушно встречены критиками. Литературный критик Николай Гаврилович Чернышевский в своей статье писал:

Давно уже не являлось в русской литературе рассказов, которые возбуждали бы такой общий интерес, как «Губернские очерки» Щедрина.
В 1857 году вышел третий том «Губернских очерков». После публикации этого цикла произведений, критики часто называли Салтыкова-Щедрина преемником Гоголя.